# Marco Moscati
Marco Moscati, född 19 september 1992 i Livorno, är en italiensk fotbollsspelare som spelar för Südtirol. Han är kusin med fotbollsspelaren Filippo Moscati.

## Karriär
Marco Moscati inledde karriären i Livorno i hemstaden Livorno. Han gjorde sitt första ligaframträdande för klubben mot Frosinone 29 maj 2011 när han bytte av Francesco Tavano i säsongens sista match.
26 juli 2011 lånades Moscati ut till Lega Pro-klubben Perugia, i en affär där Francesco Rampi gick i motsatt riktning. Moscati spelade 32 matcher och bidrog med fem mål när Perugia vann Lega Pro Seconda Divisione Grupp B. 
Moscati spelade även den följande säsongen på lån hos Perugia, och efter att ha försäsongstränat 2013 med Livorno lånades han för tredje raka säsongen ut till Perugia. Återigen spelade Mosati ordinarie på mittfältet och i den direkt avgörande seriefinalen mot Frosinone 4 maj 2014 gjorde han matchen enda mål, vilket betydde avancemang till Serie B för Perugia.
Med Livorno i Lega Pro lånades Moscati ut till Virtus Entella i Serie B inför säsongen 2016/2017.

## Meriter
- Mästare i Lega Pro Seconda Divisione Grupp B: 1

2011-2012 (Perugia)
- Mästare i Lega Pro Prima Divisione Grupp B: 1

2013-2014 (Perugia)

## Övrigt
Marco Moscatis förebild inom fotbollen är Paolo Maldini för dennes personlighet och professionalism.